# 水中ラグビー

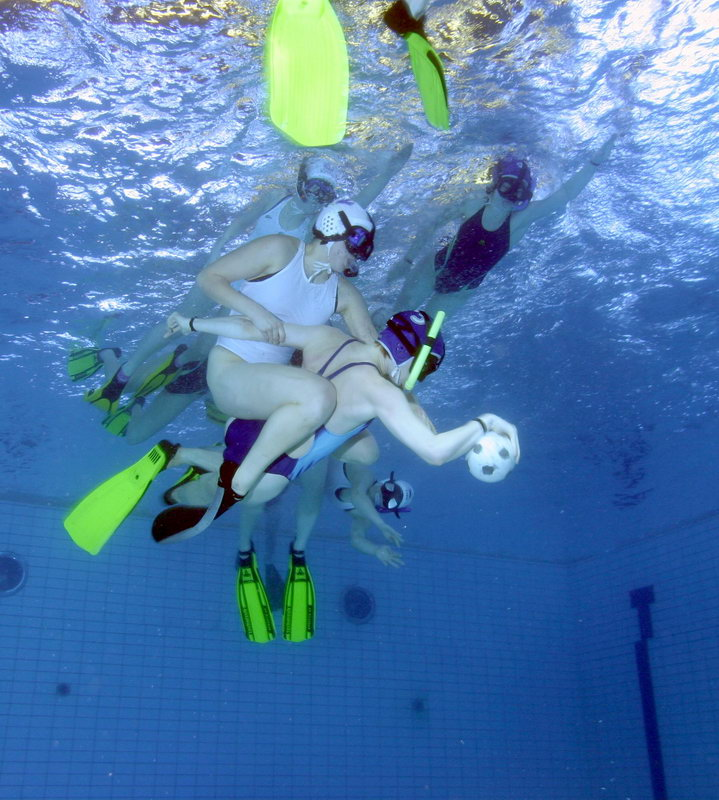
水中ラグビーの試合風景

水中ラグビー（すいちゅうラグビー、ドイツ語:Unterwasserrugby）はドイツで生まれた水中スポーツの1つで、2つのチームに分かれて1つのボールを奪い合い、プールの底に設置されたゴールに入れることで得点する球技。略称はUWR。

## 概要
1961年、ドイツでダイビングクラブのトレーニングの一環として誕生したスポーツである。競技時間は15分×2セット、1チーム6人で競技する。水球に似るが、水球のゴールが水面にあるのに対し、水中ラグビーのゴールはプールの底におかれており、シュノーケルを装着しながら競技を行なうなど、水中での動きがより多い。ラグビーの名をもつものの、楕円形ではなく円形のボールを用いる。ボールは水に浮きにくくするために内部に食塩水が入っている。

## 用具・服装
- ボール
- フィン
- 水中マスク
- シュノーケル
- 水着
- リストバンド

## 競技施設
長さ12～18m、幅8～12m、水深3.5～5m のプールで行なわれる。直径40cm のバスケット状のゴールを底に設置する。

## おもな競技会
世界水中連盟が主催する世界選手権の競技種目の1つである。ドイツには水中ラグビーの国内リーグ（ブンデスリーガ (曖昧さ回避) ）がある。